# Ca trù

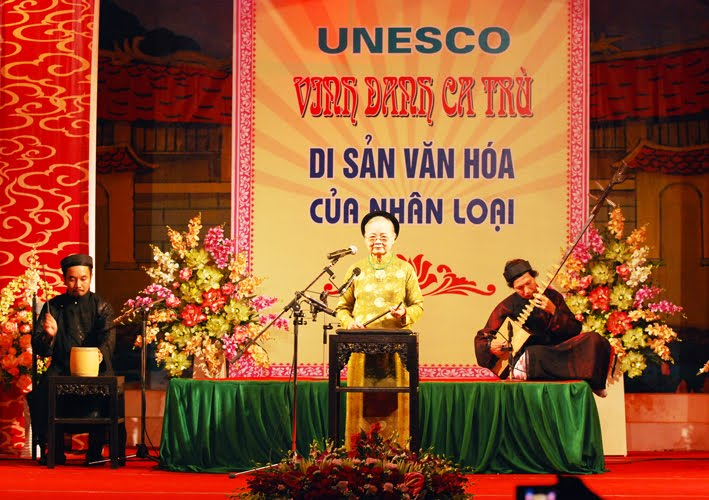
Một buổi hội diễn ca trù: bà Phó Thị Kim Đức - ca nương hát chính gõ phách, kép bên tay phải chơi đàn đáy, quan viên bên trái đánh trống chầu

Ca trù (chữ Nôm: 歌籌) (còn gọi nôm na là hát cô đầu / hát nhà trò) là loại hình diễn xướng bằng âm giai nhạc thính phòng rất thịnh hành tại khu vực Bắc Bộ và Bắc Trung Bộ Việt Nam. Ca trù thịnh hành từ thế kỷ 15, từng là loại ca trong cung đình và được giới quý tộc và trí thức yêu thích. Ca trù là một sự phối hợp nhuần nhuyễn và đỉnh cao giữa thi ca và âm nhạc.
Cho đến những năm 1980 thể loại này hay được gọi cái tên là hát ả đào (nghĩa đen là "hát xẩm cửa đình"), tuy nhiên sang thập niên 1990 thì hay gọi tên là hát ca trù. Từ "ca trù" được cho là lấy từ chữ Nôm: 歌籌 nghĩa là lối hát bỏ thẻ tre, người nghe hát thấy chỗ nào hay thì ném thẻ cho đào hát. Sau đó cứ đếm thẻ mà trả thành tiền. Các ca nương được gọi là ả đào tuy nhiên chữ "ả" liên kết với mại dâm, nên gọi chêch ra là cô đào, và dạng biến thể là cô đầu. Ca trù từng được tầng lớp trí thức thời phong kiến yêu thích, được biểu diễn tại các đình làng và cả ở cung đình, sau đó phát triển ở các giáo phường, sử dụng phụ nữ và dần bị biến tướng. Thời thực dân, ca trù phát triển ở các đô thị trong các ca quán nơi cung cấp rượu và thuốc phiện. Sau năm 1945 khi Việt Minh lên nắm quyền, nó bị phê phán gắn với các hoạt động mại dâm chế độ cũ. Sau 1954 ca trù chính thức bị cấm, nhưng được khôi phục sau khi công cuộc Đổi Mới được phát động và ngày nay hay được xem là bộ môn nghệ thuật bác học của nền âm nhạc cổ truyền Việt Nam.
Ngày 1 tháng 10 năm 2009, ca trù được ghi danh là di sản phi vật thể cần bảo vệ khẩn cấp. Đây là Danh hiệu UNESCO ở Việt Nam có vùng ảnh hưởng lớn, với phạm vi hồ sơ công nhận ban đầu ở 16 tỉnh, thành phố ở nửa phía Bắc Việt Nam nay đã hợp nhất thành 10 tỉnh thành gồm: Phú Thọ, Hà Nội, Bắc Ninh, Hải Phòng, Hưng Yên, Ninh Bình, Thanh Hóa, Nghệ An, Hà Tĩnh và Quảng Bình. Ca trù là kiệt tác di sản truyền khẩu và phi vật thể của nhân loại đứng thứ hai sau ả đào pansori của Hàn Quốc.
Ngày 23 tháng 2 năm 2020, nhằm ngày giỗ tổ nghiệp ca trù, Google lần đầu tiên tôn vinh loại hình nghệ thuật truyền thống này bằng biểu tượng đặc biệt thay thế tạm thời trên trang chủ của Google tại Việt Nam.

## Hình ảnh

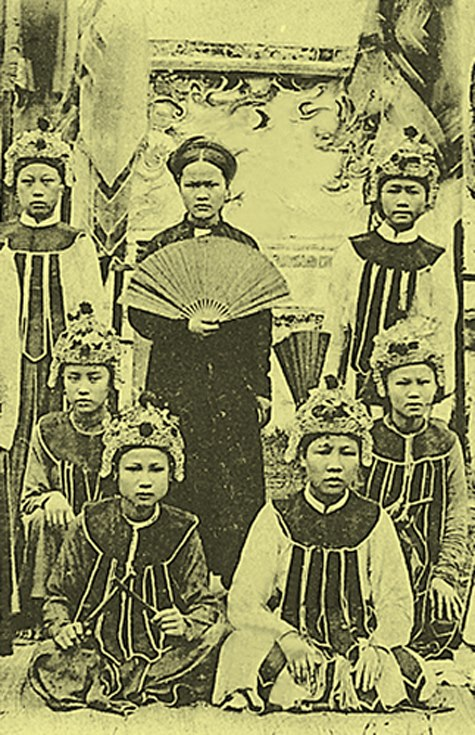
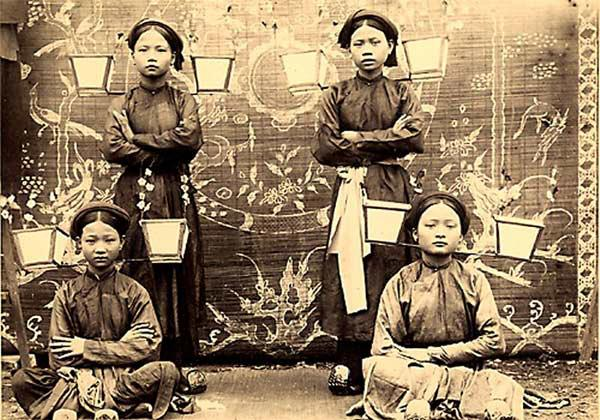
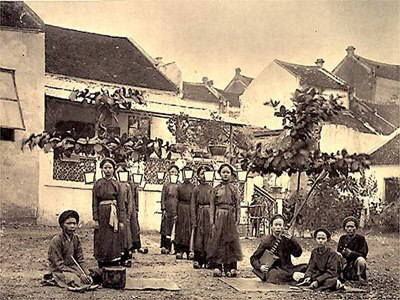
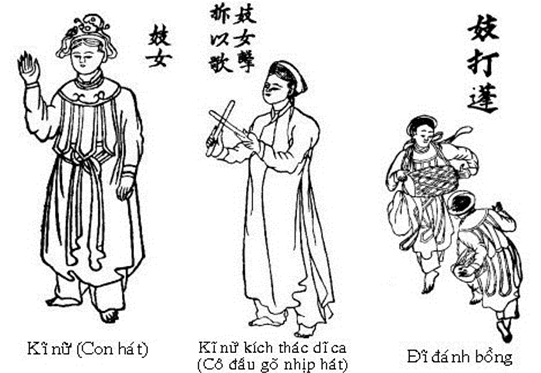
Ba bức tranh vẽ Cô đầu biểu diễn ca trù thời Pháp thuộc